# 캐서린 코테즈 매스토
캐서린 마리 코테즈 매스토(영어: Catherine Marie Cortez Masto, 1964년 3월 29일 ~ )는 미국의 변호사, 정치인이다. 민주당으로, 2007년부터 2015년까지 네바다 주의 제32대 법무장관이었다.
코르테즈 마스토는 네바다 대학교, 레노 대학교, 곤차가 대학교 법학과를 졸업했다. 그녀는 라스베이거스에서 민변호사로서 4년, 워싱턴 D.C.에서 형사 검사로서 2년 동안 일하다가 2006년 조지 샤노스의 후임으로 네바다 법무장관에 선출되었다. 2010년에 재선출된 그녀는 네바다주 헌법에 의해 제정된 종신 임기 제한 때문에 2014년에 3선에 출마할 자격이 없었다.
코르테즈 마스토는 미국 네바다주 상원의원 선거에서 공화당의 조 헥을 근소하게 누르고 물러나는 민주당 상원의원 해리 리드 후임으로 선출된 최초의 여성이 되었고, 상원에서 네바다주 대표로 선출된 최초의 라티나가 되었다. 2017년 1월 3일 취임했으며, 2017년 1월 해리 리드가 퇴임하면서 네바다주 상원의원이 되었다.

## 역대 선거 결과
| 선거명      | 직책명                  | 대수  | 정당   | 득표율 | 득표수    | 결과 | 당락                   |
| ----------- | ----------------------- | ----- | ------ | ------ | --------- | ---- | ---------------------- |
| 2006년 선거 | 네바다 법무장관         | 32대  | 민주당 | 59.04% | 339,465표 | 1위  | 네바다주 법무장관 당선 |
| 2010년 선거 | 네바다 법무장관         | 32대  | 민주당 | 52.82% | 372,011표 | 1위  | 네바다주 법무장관 당선 |
| 2016년 선거 | 상원의원 (네바다 제3부) | 115대 | 민주당 | 47.10% | 521,994표 | 1위  | 네바다주 상원의원 당선 |
| 2022년 선거 | 상원의원 (네바다 제3부) | 118대 | 민주당 | 48.81% | 498,316표 | 1위  | 네바다주 상원의원 당선 |